# Tayla Jonker
Pour les articles homonymes, voir Jonker.
Tanya Jonker, née le 17 août 2004, est une nageuse sud-africaine.

## Carrière
Tanya Jonker dispute le 50 mètres dos féminin aux championnats du monde de natation 2024 à Doha, où elle est éliminée en demi-finales.
La même année, aux Jeux africains à Accra, elle remporte deux médailles d'or, en relais féminin 4 × 100 mètres quatre nages et en relais mixte 4 × 100 mètres quatre nages, ainsi que trois médailles d'argent, sur 50, 100 et 200 mètres dos.